# دهستان جوزار
دهستان جوزار نام دهستانی در بخش مرکزی شهرستان ممسنی، استان فارس در ایران است. براساس سرشماری مرکز آمار ایران در سال ۱۳۸۵، جمعیت آن ۷۵۲۱ نفر (۱۸۴۳ خانوار) بوده‌است.

## زبان
اهالی دهستان جوزار از قوم لر شاخه جنوبی می باشند 
براساس شواهد ها و روایت های محلی این دهستان مربوط به طایفه غوری(خفری) بوده که بعدها چند طایفه از ممسنی (جاوید و بکش) به آن ورود پیدا کردن 
هم چنین یک طایفه دیگر که مادرشان غوری بوده به نام طایفه رئیس با غوری ها وارد منطقه شدن 
روستا های اکثریت غوری نشین شامل علیشاهی دره پلنگی درفش سفلی یا همان لیرک  و 7 الی 8 آبادی خاندان زارع خفری و صالحی ها 
در ضمن باقی روستا های این دهستان از 30 درصد تا 3 درصد غوری هستن 
مقداری از طایفه رئیس در روستای جوزار حضور دارند 
و روستا جوزار بکش نیز از طایفه بکش هستن 
مقداری نیز از طایفه جاوید ممسنی هستن 
وجود برخی اسم های قدیمی در این دهستان مشخص کننده است 
به طور مثال روستای تنگ سا
سا یا سام یا سامر 
پدر جد غوری هایی است که به غوری سایی یا سامر مشهور هستند سا پشته 10 از این خاندان است 